# Cerro Calán
El cerro Calán (del quechua: q'ala ‘totalmente desnudo’) es un cerro localizado en la precordillera en Las Condes (Santiago de Chile), en el sector de Apoquindo. Está a 867 m s. n. m. Forma parte de la sierra de Ramón. Es uno de los lugares de donde se lanzan fuegos artificiales para el Año Nuevo y alberga el Parque Observatorio Cerro Calán

## Observatorio
En su cima está el Observatorio Cerro Calán, del Departamento de Astronomía de la Universidad de Chile.

### Historia
El 12 de octubre de 1962 llegó una misión soviética al cerro Calán, con cuatro telescopios y unos diez astrónomos rusos. Luego llegaron los europeos que andaban siguiéndoles la pista a los norteamericanos que habían llegado en 1957 en relación con el Año Geofísico Internacional.Federico Rutllant fue invitado a Washington para dar unas conferencias. Cuando estaba allá, leyó que la Universidad de Chicago pensaba poner un telescopio en Sudáfrica, en conjunto con la Universidad de Texas. Entonces Rutllant fue a Chicago a hablar con el director y le dijo que tenía que ir a Chile porque el cielo era mucho mejor, estaba mucho más cerca que Sudáfrica y el vuelo era más directo. Rutllant convenció a la gente de Carnegie para que mandaran un radiotelescopio y lo pusieron en Maipú, el primero de Sudamérica. Después habló con los rusos.

### Departamento de Astronomía
El Departamento de Astronomía (DAS) fue creado en 1965, como parte de la Facultad de Ciencias Físicas y Matemáticas. Para visitar el observatorio, es necesario contactarse con el Departamento de Astronomía de la Universidad de Chile, quienes inscriben a los interesados para organizar visitas. Las visitas son los días lunes, miércoles y viernes.

### Radiotelescopio
Un radiotelescopio de 1,2 metro capaz de hacer observaciones de monóxido de carbono interestelar fue inaugurado el viernes 21 de septiembre de 2011. El instrumento es capaz de mapear las regiones más densas de las nubes moleculares (donde se forman las estrellas) y de paso podrá confeccionar un mapa completo de monóxido de carbono en el cielo austral.

### Cursos de astronomía comunitarios
El DAS de la Universidad de Chile efectúa desde el 30 de septiembre de 2011 el curso “Las Estrellas: Qué son, Su Vida y Su Muerte”, con el fin de acercar esta disciplina a la comunidad.

## Abadía de la Congregación de la Santa Cruz
En la ladera norte del cerro Calán se encuentra un edificio en forma de cruz, que fue la Abadía de la Congregación de Santa Cruz en Chile, que poseía colegios tan emblemáticos como el Saint George's College (1943). Tras los experimentos pedagógicos durante el gobierno de la Unidad Popular, la Congregación cayó en desgracia con el nuevo gobierno militar, teniendo que abandonar la Abadía. Posteriormente fue ocupada por la Academia de Ciencias Policiales de Carabineros, que usa este edificio hasta la actualidad.
La entrada de la Abadía desde la avenida Las Condes era antiguamente llamada camino a la Abadía. Posteriormente ingresó al Plan Urbano como avenida Abadía. La entrada describía una S, llegando a la calle Paul Harris, para posteriormente acceder a la ladera norte del cerro. Actualmente es la Avenida Charles Hamilton. En 1955 llegaron monjes benedictinos, en tránsito desde el edificio comprado en la avenida Las Condes, que posteriormente sería el Hospital de la Fuerza Aérea de Chile. La calle de la Abadía, que terminaba en la Abadía de la Sagrada Cruz, se extendió hasta la Abadía benedictina en construcción, generando la avenida Charles Hamilton.
Esta Abadía benedictina se construyó siguiendo lineamientos de la antigua Abadía de Montecassino. Por eso la calle que conduce a ella es la calle Montecassino.

## Reforestación
El 5 de junio de 2006 comenzó un plan de reforestación del cerro, liderado por la CONAMA. Además Gerdau AZA firmó un convenio con la organización RPA Cultiva por medio del cual se comprometió a financiar el 75 % de la reforestación del cerro Calán.